# Walne
Walne [pronunciación en polaco: /ˈvalnɛ/] es una aldea ubicada en el distrito administrativo de Gmina Nowinka, dentro del condado de Augustów, Voivodato de Podlaquia, en el noreste de Polonia. Se encuentra a unos 8 kilómetros al noreste de Nowinka, a 16 kilómetros al noreste de Augustów, y a 95 kilómetros al norte de la capital regional Białystok.